# فريدريك هايبارد
فريدريك هايبارد (بالإنجليزية: Frederick Hibbard)‏ هو نحات أمريكي، ولد في 15 يونيو 1881 في كانتون في الولايات المتحدة، وتوفي في 12 ديسمبر 1950.

## معرض صور

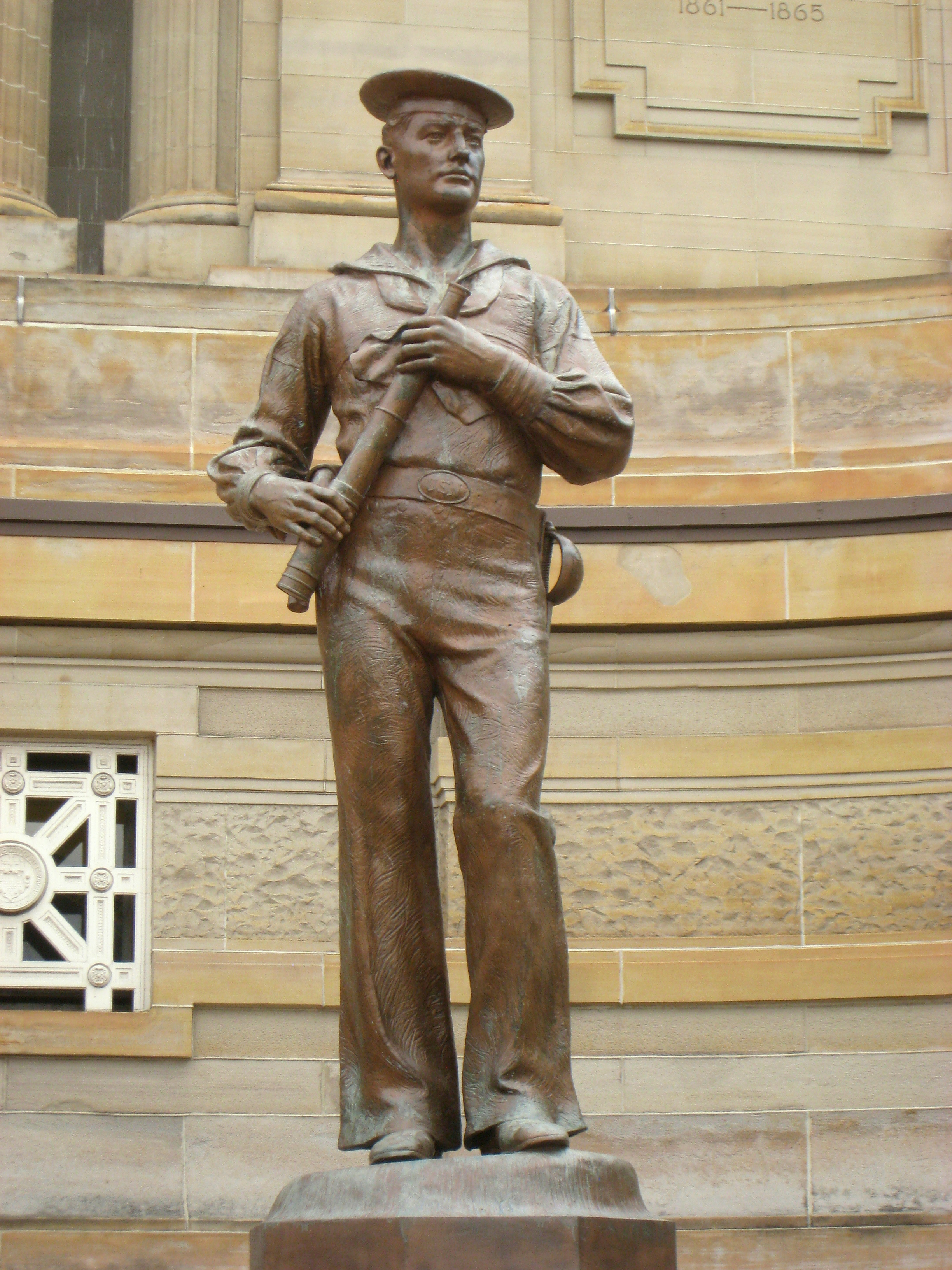
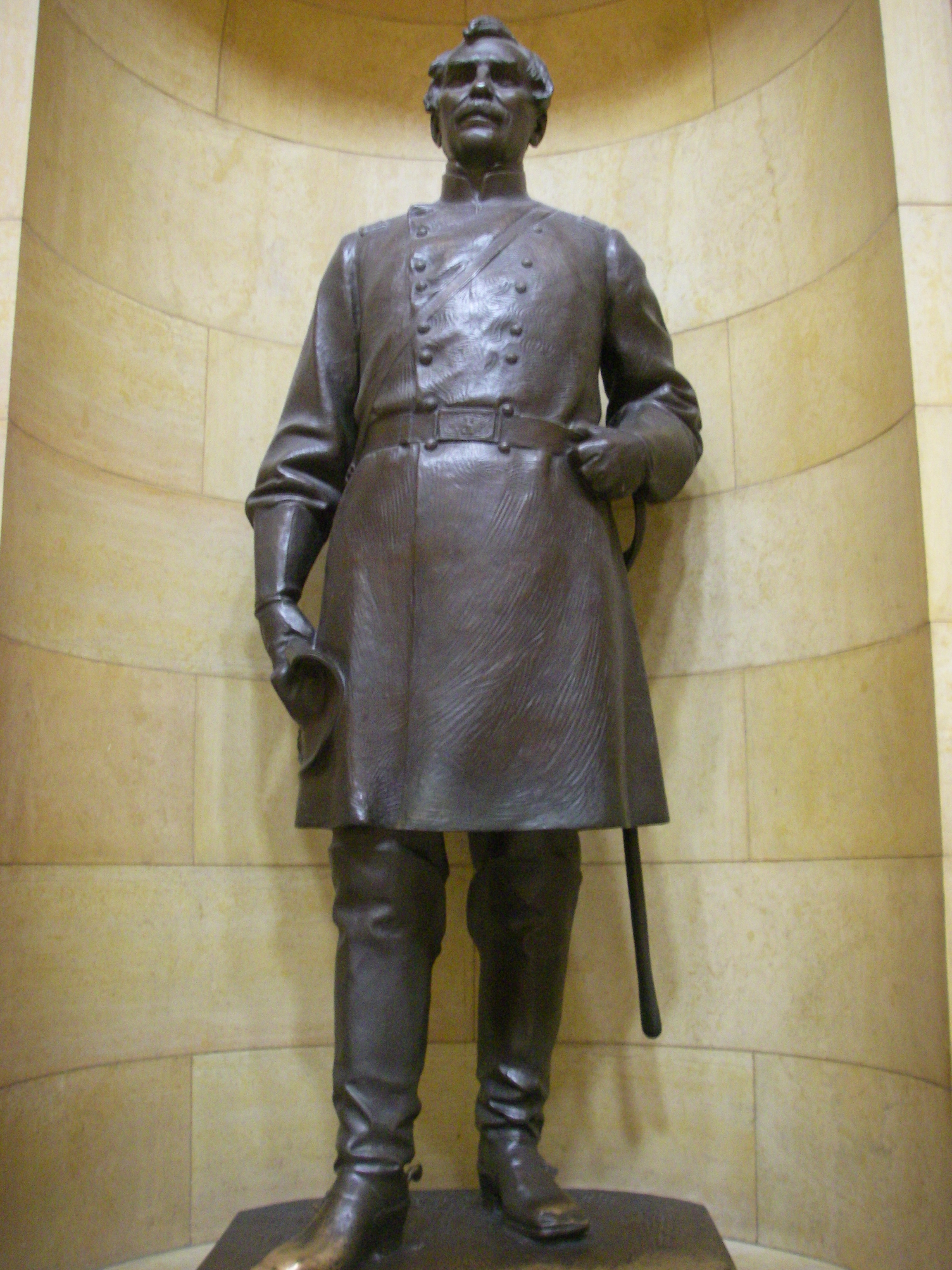
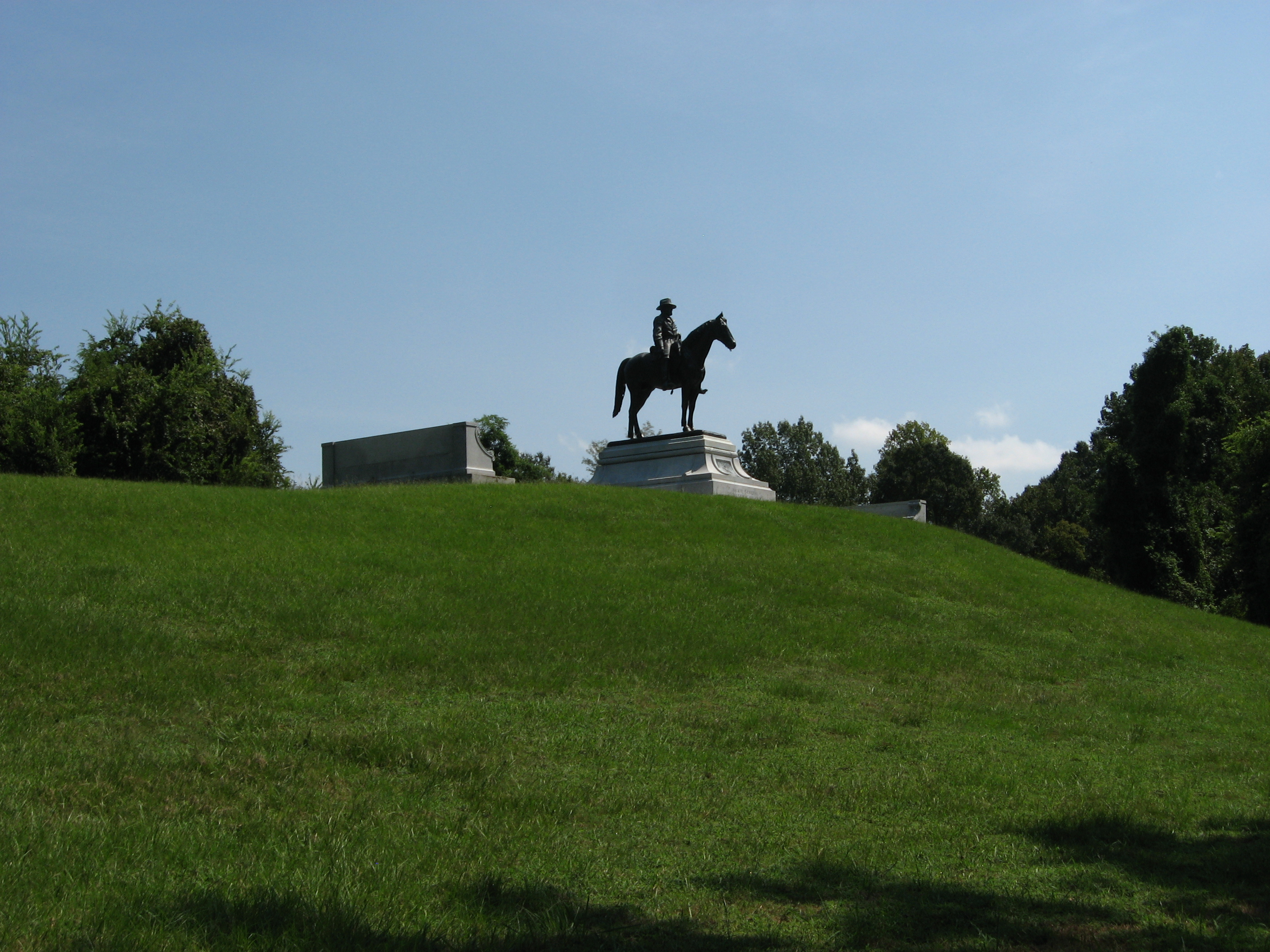
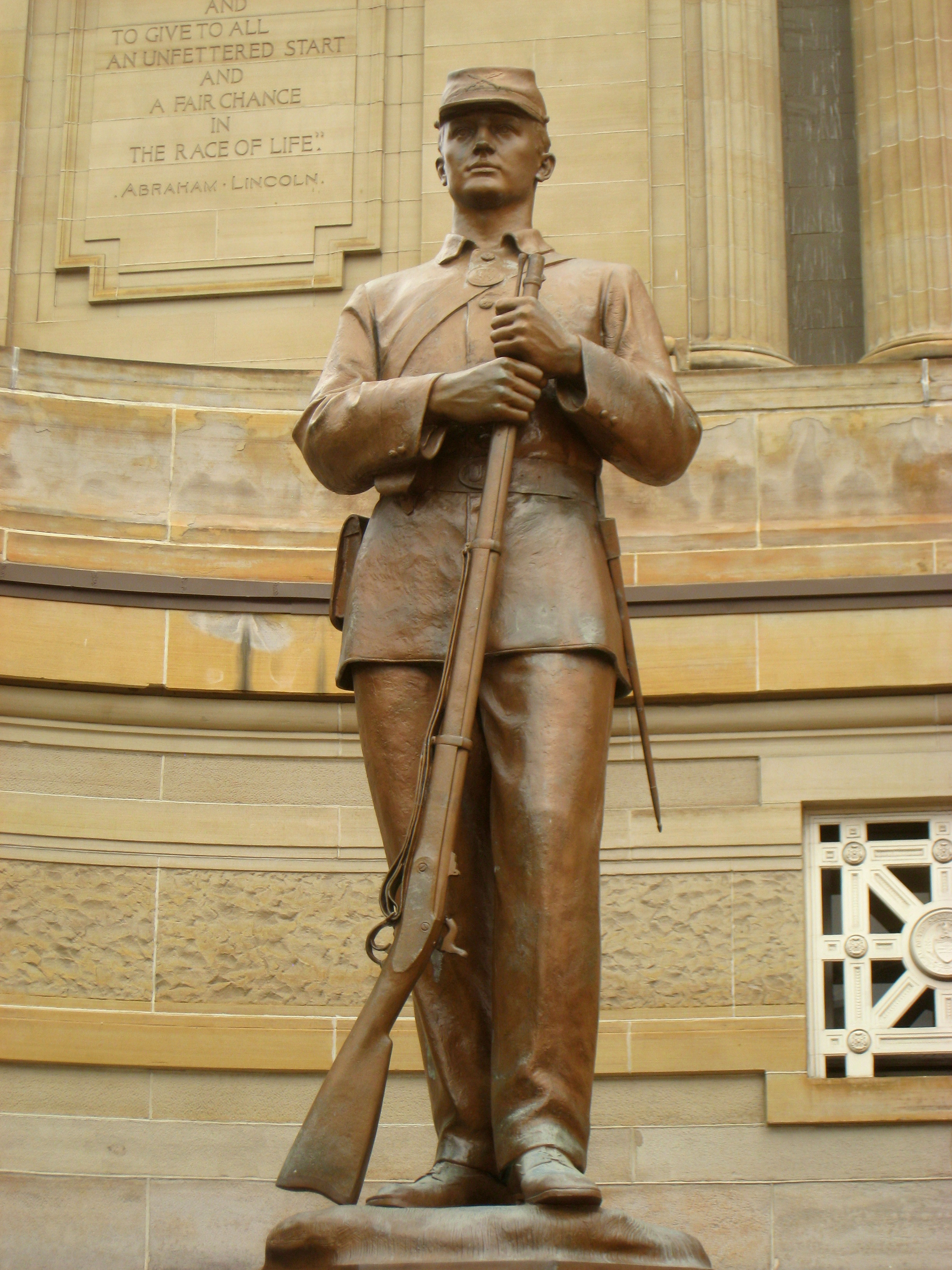